# Silvia Miteva

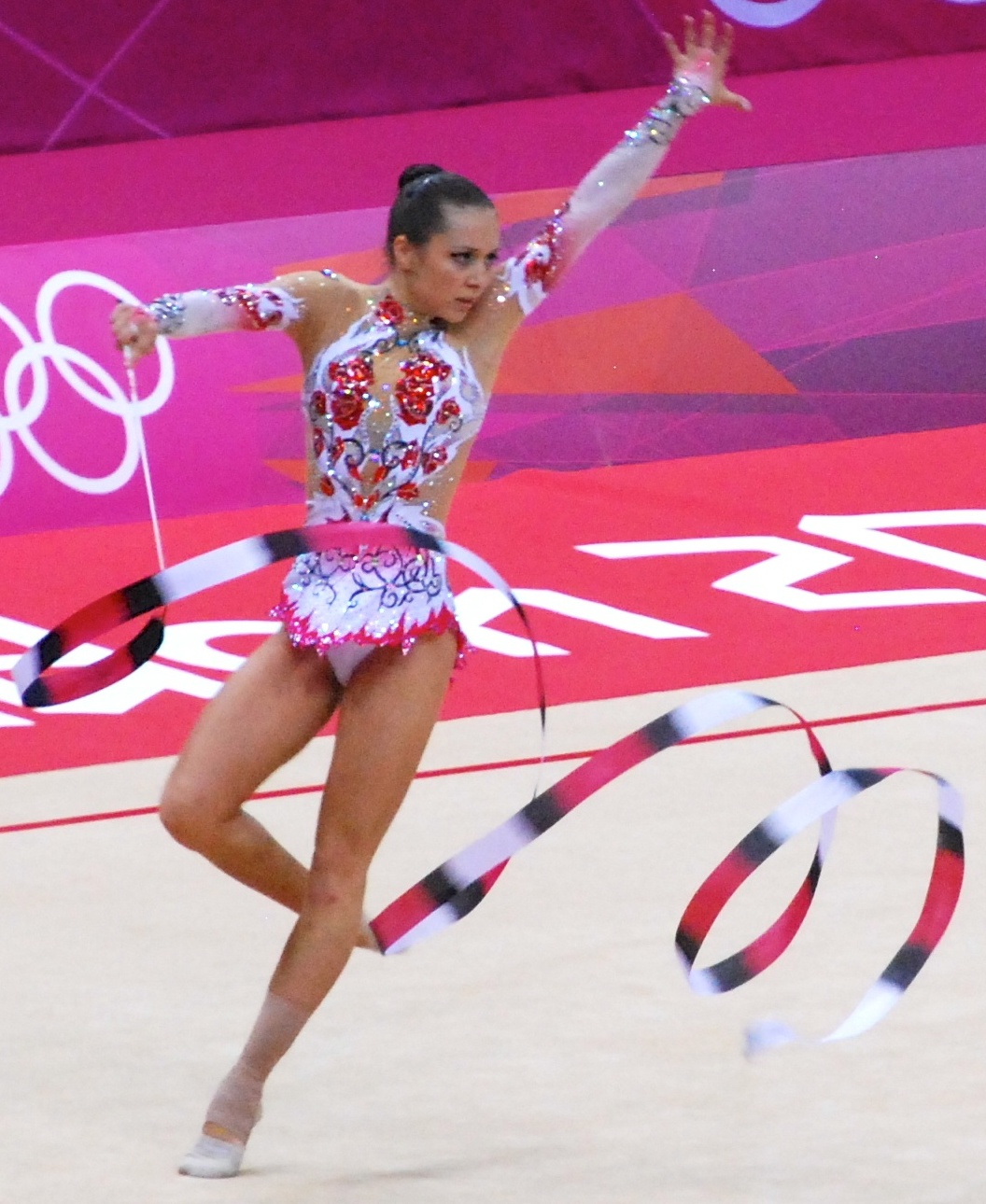
Silviya Miteva en los Juegos Olímpicos del año 2012

Silvia Miteva (en búlgaro, Силвия Димитрова Митева) es una exdeportista búlgara nacida en Ruse el 24 de junio de 1986. Participó en eventos de gimnasia rítmica.

## Trayectoria
Dentro de su amplia participación en competiciones internacionales destacan diversos triunfos en pruebas de la Copa del Mundo de Gimnasia Rítmica: obtuvo el primer puesto en la final de pelota tanto en Kalamata, en 2010, como en Corbeil-Essonnes, el mismo año; campeona de mazas en Kalamata en 2011 y venció en cinta en Sofía, en 2013. 
En campeonatos de Europa sus resultados más destacados han sido una medalla de bronce obtenida en la final de cinta del campeonato celebrado en Minks en 2011 y dos medallas de bronce obtenidas en el campeonato celebrado en Viena en 2013 en las finales de cinta y pelota.
En campeonatos del mundo ha obtenido una medalla de bronce en la final de cinta del campeonato del mundo de 2009 de Ise y otras dos de bronce en mazas y cinta en el campeonato del mundo de 2011 de Montpellier.
Con respecto su participación olímpica, compitió en los juegos de Londres 2012, donde obtuvo el octavo lugar en el concurso general.
Se retiró de la competición de élite a finales de 2013.